# نيكولاس ألفاريز (لاعب كرة قدم)
نيكولاس ألفاريز (بالإسبانية: Nicolás Álvarez)‏ هو رياضي ولاعب كرة قدم أرجنتيني، ولد في 22 يناير 1990 في سان مارتن في الأرجنتين. لعب مع تشاكاريتا جيونيورز.

## وصلات خارجية
- نيكولاس ألفاريز على موقع قاعدة بيانات كرة القدم.إي يو (الإنجليزية)
- نيكولاس ألفاريز على موقع Soccerway.com (الإنجليزية)